# Karl Olivecrona
Knut Hans Karl Olivecrona, född 25 oktober 1897 i Norrbärke socken, död 5 februari 1980, var en svensk jurist och rättsfilosof. Han var professor i processrätt vid Lunds universitet 1933–1964.

## Biografi
Karl Olivecrona var son till häradshövdingen Axel Olivecrona och grevinnan Ebba Christina Mörner af Morlanda samt bror till hjärnkirurgen Herbert Olivecrona. Han blev jur. kand. vid Uppsala universitet 1920, gjorde tingstjänstgöring 1921–1923 och disputerade för juris doktorsgraden i Uppsala 1928 på avhandlingen Studier över begreppet juridisk person i romersk och modern rätt . Han var professor i processrätt vid Lunds universitet 1933–1964. Olivecrona kom att räknas som en framstående representant för Uppsalaskolan. Karl Olivecrona var starkt påverkad av Axel Hägerström och Vilhelm Lundstedt. Utöver sina gärningar inom den allmänna rättsläran kom Olivecrona att bli en ledande auktoritet inom processrätt vid sidan av Uppsalaprofessorn Per Olof Ekelöf. Vid fakulteten i Lund var Olivecrona mycket inflytelserik och höll under sina verksamma år där en dominerande maktställning.    
Olivecrona var känd för sina uttalade nazistsympatier och motiverade hållningen vetenskapligt: för honom skapades rätten av lagen och lagens ursprung är makten. Hustrun författaren Birgit Lange stödde hans åsikter och paret tog aktivt del i den offentliga debatten.